# Bastard Operator from Hell
BOFH són les inicials del terme anglès Bastard Operator From Hell, literalment Maleït Operador de l'Infern i es podria traduir com a Despietat Administrador del Dimoni. És un personatge fictici creat per Simon Travaglia, que va escriure diverses històries per Internet arran d'un administrador de xarxa d'una universitat.
Un BOFH es caracteritza per desencadenar tota la seva ira sobre els lusers (ell els considera una barreja de user, usuari en anglès, amb loser, perdedor) que li truquen per demanar-li ajuda, els fa la vida impossible i es diverteix amb les seves desgràcies.
El terme de BOFH s'ha estès a qualsevol administrador de sistemes que actua amb aquesta malícia en el seu entorn de treball.
Cada vegada que un BOFH es veu irritat per les múltiples incompetències dels seus usuaris, aprofita que és administrador per:
- Eliminar comptes d'usuaris
- Eliminar fitxers d'usuaris
- Esbrinar comptes de banc i buidar-los
- Esbrinar comptes de telèfon i electricitat per augmentar les despeses
- Prendre tot avantatge sobre els ordinadors dels seus usuaris

Les històries dels BOFH van ser originalment escrites a Usenet per Travaglia, alguns d'ells impresos a Datamation. Ho van publicar setmanalment del 1995 al 1999 al Network Week i el 2000 ho van publicar algunes setmanes al The Register. Es van publicar a la revista PC Plus durant un breu període i es van vendre llibres amb les seves històries.
A les històries dels BOFH també els podem veure descrits com a Bastard System Manager From Hell (BSMFH) (Maleït administrador de sistemes de l'Infern) - potser aquest terme va passar a ser més comú pels usuaris.
A les històries, el PFY (Pimply-Faced Youth) és l'assistent del BOFH; se sol referir a l'administrador de sistemes novell/aprenent. El nom del PFY no s'especifica mai directament.